# カシアス・マーセラス・クレイ (政治家)
カシアス・マーセラス・クレイ（Cassius Marcellus Clay、 1810年10月19日 - 1903年7月22日）は、アメリカ合衆国ケンタッキー州の農場主、政治家であり、奴隷制廃止のために活動した人物である。ケンタッキー州の共和党の創設メンバーである。エイブラハム・リンカーン大統領から駐ロシア全権公使に任命され、南北戦争におけるロシア帝国の北軍への支持を取り付けた。「ホワイトホールのライオン」(Lion of White Hall)の愛称で親しまれた。

## 若年期と家系
カシアス・マーセラス・クレイは、ケンタッキー州で最も裕福な農場主で奴隷所有者だったグリーン・クレイとサリー・ルイスとの間に生まれた。グリーンとサリーの間には7人の子供がおり、成人まで生き残ったのはそのうち6人だった。
クレイ家はケンタッキー州において大規模で影響力のある政治家一族だった。父グリーンも後に政治家となった。兄のブルータスは州議員を経て連邦議員となった。いとこには、ケンタッキー州の政治家ヘンリー・クレイとアラバマ州知事クレメント・コーマー・クレイがいた。妹のエリザベスはジョン・スピード・スミスと結婚し、スミスもまた州議員を経て連邦議員となった。エリザベスの息子のグリーン・クレイ・スミスもまた連邦議員になった。

## 教育
クレイはトランシルヴァニア大学を経て1832年にイェール大学イェール・カレッジを卒業した。イェール大学在学中に、奴隷制廃止論者のウィリアム・ロイド・ガリソンの講演を聞き、それに触発されて反奴隷運動に参加した。ガリソンの主張はクレイにとって「のどの渇いた旅人にとっての水のようなもの」であった。クレイは政治的には漸進主義者であり、ガリソンやその支持者たちのように奴隷制の即時の廃止を求めるのではなく、段階的な法改正を支持していた。

## 政治的活動
クレイは初期の南部開拓者であるが、著名な反奴隷運動家となった。クレイはケンタッキー州の州議会議員として、また共和党の初期メンバーとして、奴隷解放に向けて活動した。
クレイはケンタッキー州下院議員に3回当選したが、奴隷制廃止を推進したことにより、奴隷制支持者の多いケンタッキー州での有権者の支持を失った。クレイの反奴隷活動に対し、暴力に訴える者も現れた。1843年の政治討論会の最中に、奴隷制支持者に雇われた殺し屋のサム・ブラウンがクレイを射殺しようとした。クレイが携帯していたボウイナイフの鞘の先端には銀が使われており、暴漢に反撃するためにボウイナイフを抜いた際、鞘が心臓の位置の前になるようにポケットに入れた。ブラウンの銃弾は鞘に命中し、銀の部分に食い込んだ。その後、クレイはブラウンにタックルし、ボウイナイフでブラウンの鼻と片目、耳をえぐり取り、ブラウンを堤防から投げ落とした。
1845年、クレイはケンタッキー州レキシントンで反奴隷運動の新聞『トゥルー・アメリカン』の発行を始めた。創刊から1か月もしないうちに殺害の脅迫を受けたため、武装を余儀なくされ、新聞社の事務所の入口を装甲扉にして普段は閉じておくようにし、中には4ポンド砲を2基設置した。その直後、約60人の暴徒が新聞社に押し入り、印刷機を奪っていった。事業を守るために、クレイは新聞社の拠点をオハイオ州シンシナティに移したが、自身はケンタッキー州に住み続けた。
クレイは1846年から1847年まで第1ケンタッキー騎兵隊の大尉として米墨戦争に従軍した。クレイはテキサス併合と南西部への奴隷制の拡大に反対した。1849年、奴隷制廃止の演説をしていたクレイを、ターナー家の6人兄弟が襲撃した。クレイは6人全員を撃退し、ボウイナイフでサイラス・ターナーを殺害した。
1853年、クレイはマジソン郡内の10エーカーの広大な土地を奴隷制廃止論者のジョン・グレッグ・フィーに譲渡した。フィーはそこにベレアの町を設立し、1855年には全ての人種に開かれたベレア大学を設立した。
クレイと北部の奴隷制反対運動とのつながりは強固だった。クレイはケンタッキー州における共和党の創設者である。また、エイブラハム・リンカーンの友人であり、1860年の大統領選でリンカーンを支持した。クレイは1860年の共和党全国大会に副大統領候補として立候補したが、ハンニバル・ハムリンに敗れた。

## 南北戦争とロシアへの派遣

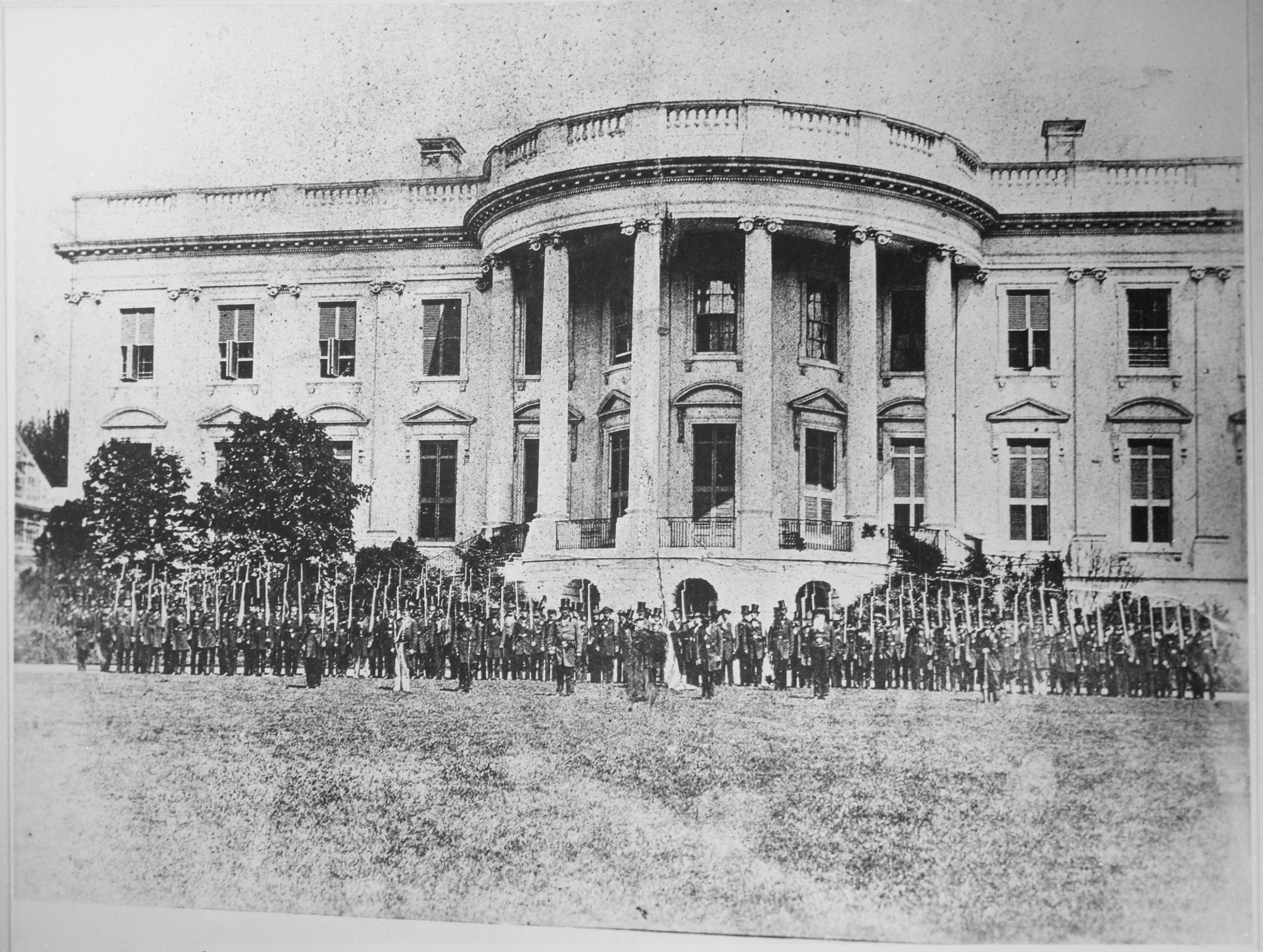
ホワイトハウスの前のクレイの大隊（1861年4月）

1861年3月28日、リンカーン大統領はクレイをサンクトペテルブルクのロシア宮廷への特命全権公使に任命した。クレイがロシアへ出発する前に南北戦争が始まった。当時ワシントンD.C.には連邦軍がいなかったため、クレイはホワイトハウスとワシントン海軍工廠を南軍の攻撃から守るために300人の志願兵を組織した。この部隊は「カシアス・M・クレイのワシントン警備隊」として知られている。リンカーン大統領はその功績を称えて、クレイにコルト製リボルバーを贈った。連邦軍がワシントンD.C.に到着すると、クレイは家族とともにロシアに向けて出発した。

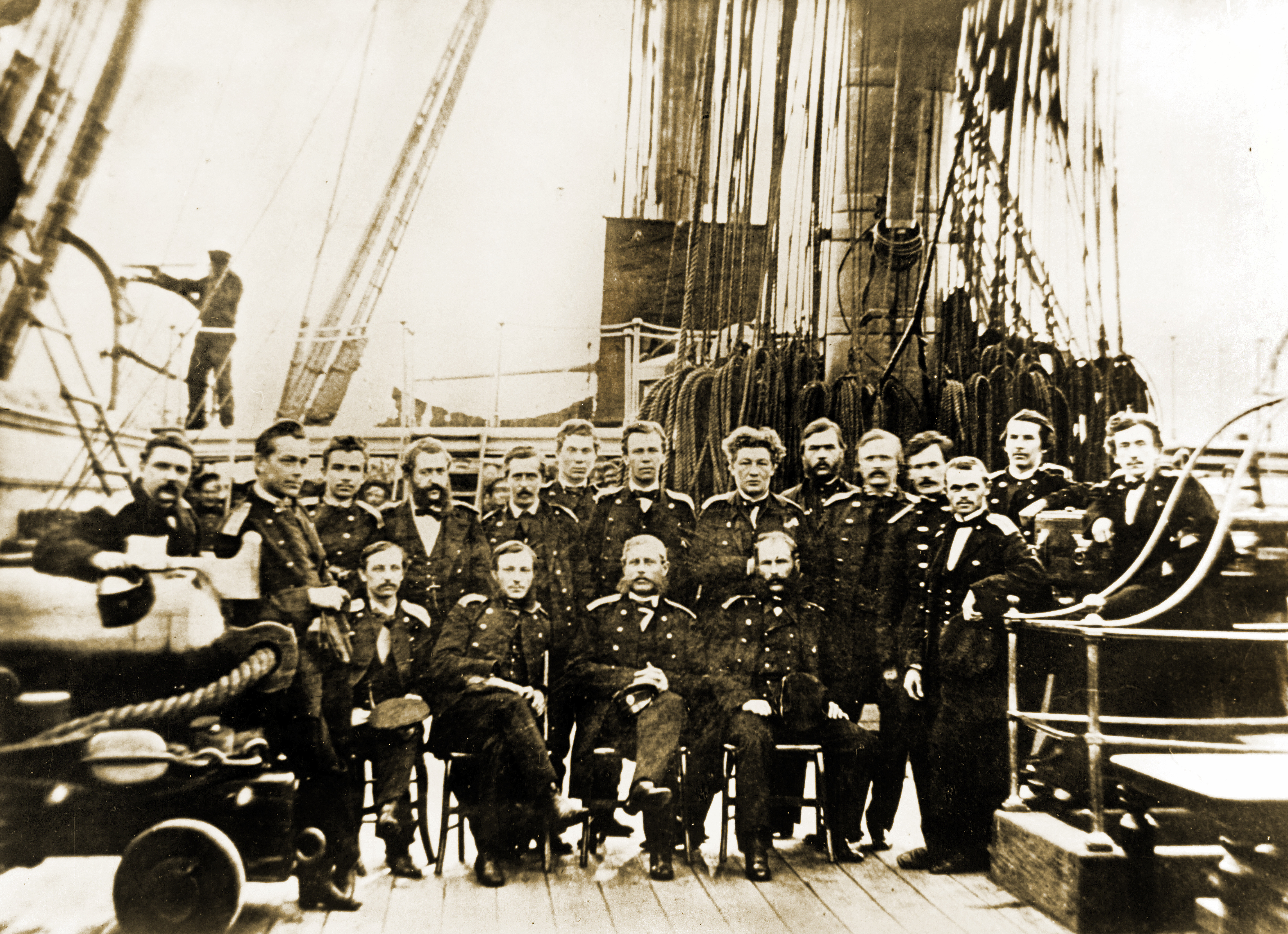
ボストンを訪問するロシアのフリゲート（1863年）

ロシアにおいてクレイは、ロシア皇帝アレクサンドル2世が農奴解放令を発するのを目撃した。1862年、リンカーンは北軍少将として南北戦争に従軍させるためにクレイを呼び戻したが、クレイは、リンカーンが南軍の支配下にある奴隷の解放に同意しない限りその任務を拒否すると公然と表明した。リンカーンはクレイをケンタッキー州などのアメリカ連合国に接している州に派遣し、奴隷解放の実施可能性について調査させた。クレイがワシントンD.C.に戻った後、リンカーンは1862年末に奴隷解放宣言を公布し、1863年1月に発効した。
クレイは1863年3月にロシアに戻り、1869年まで公使として勤務した。クレイは、アラスカ購入の交渉にも影響力を発揮した。
また、クレイは在ロシア全権公使として、ロシアからの北軍への援助を取り付けることに尽力した。ロシアは北軍の支援に乗り出し、イギリスやフランスがアメリカ連合国（南軍）を正式に認めれば両国に対し宣戦すると脅した。
皇帝アレクサンドル2世は、大西洋と太平洋に展開するロシア艦隊に密書を送った上で、それぞれアメリカの東海岸と西海岸に派遣した。密書は、イギリスとフランスが南軍側で参戦した場合にのみ開封するようにと指示されていた。ロシアの大西洋艦隊がニューヨーク港に入港したとき、海軍長官ギデオン・ウェルズは日記にこう書いている。
この国にこれらの船を送ることには、何らかの重要な意味がある。それがフランスとその政策にどのような影響を及ぼすのか、我々はそのうちに知ることになるだろう。それは穏健なものかもしれないし、悪化するかもしれない。ロシアに神のご加護のあらんことを。
皇帝アレクサンドル2世の南北戦争におけるこの行動は、ペンシルバニア州のウォートン・バーカーによって1904年に明らかにされた。彼は1878年にロシア政府の米国における金融エージェントであった。

## その後の政治的活動
その後クレイは、ホセ・マルティのキューバ独立運動を支援するために、キューバ慈善援助協会を設立した。また、鉄道の国有化に賛成し、後には実業家による権力の行使に反対する発言をした。
1869年、クレイは共和党を離党した。クレイは、ユリシーズ・S・グラント大統領によるハイチへの軍事干渉や、リンカーン暗殺後の共和党急進派による水増しされた復興政策に反対していた。
1872年、クレイは自由共和党の設立者の一人に名を連ねた。1872年の大統領選挙でホレス・グリーリーを大統領候補にするのに貢献した。1876年と1880年の大統領選挙では民主党の候補者を支持した。1884年の大統領選挙で共和党に復帰した。

## 晩年
クレイは反逆者であり戦士であるとみなされていた。生活を脅かされていたため、クレイは普段から拳銃2丁とナイフを持ち歩いていた。また、自宅と職場を守るために大砲を設置した。
1890年のケンタッキー州憲法を改定する議会で、クレイが議長に選出された。
カシアス・クレイは1903年7月22日、全身疲労のため自宅で死去した。

## 私生活
1833年、クレイはケンタッキー州レキシントンの医師エリシャ・ワーフィールドの娘のメアリー・ジェーン・ワーフィールドと結婚した。2人の間には10人の子供が生まれたが、そのうち成人まで成長したのは6人だった。
- エリシャ・ワーフィールド・クレイ (Elisha Warfield Clay, 1835 - 1851)
- グリーン・クレイ (Green Clay, 1837 - 1883)
- メアリー・バー・クレイ（英語版） (Mary Barr Clay, 1839 - 1924)
- サラ・ルイス・クレイ・ベネット (Sarah "Sallie" Lewis Clay Bennett, 1841 - 1935)
- カシアス・マーセラス・クレイ・ジュニア (Cassius Marcellus Clay, Jr., 1843 - 1843)
- カシアス・マーセラス・クレイ・ジュニア (Cassius Marcellus Clay, Jr., 1845 - 1857)
- ブルータス・ジュニアス・クレイ2世（英語版） (Brutus Junius Clay II, 1847 - 1932)
- ローラ・クレイ（英語版） (Laura Clay, 1849 - 1941)
- フローラ・クレイ (Flora Clay, 1851 - 1851)
- アン・クレイ・クレンショー (Anne Clay Crenshaw, 1859 - 1945)

後にレオニード・ペトロフ（後にレオニード・ヘンリー・クレイ(Leonide Henry Clay)に改名）を養子とした。レオニードは、ロシア滞在中にクレイの不倫により生まれた子供とされている。
子供達のうち、ローラとメアリーは女権拡張活動家となった。
1878年、45年間連れ添ったメアリー・ジェーンと離婚した。クレイの不倫に妻が耐えられなくなったためと主張した。
1894年、84歳のクレイはドーラ・リチャードソン(Dora Richardson, 1880 - 1914)と結婚した。ドーラは当時15歳の孤児で、クレイが所有する農場の分益小作人だった。しかし、1897年に離婚した。

## 影響

### ホワイトホール

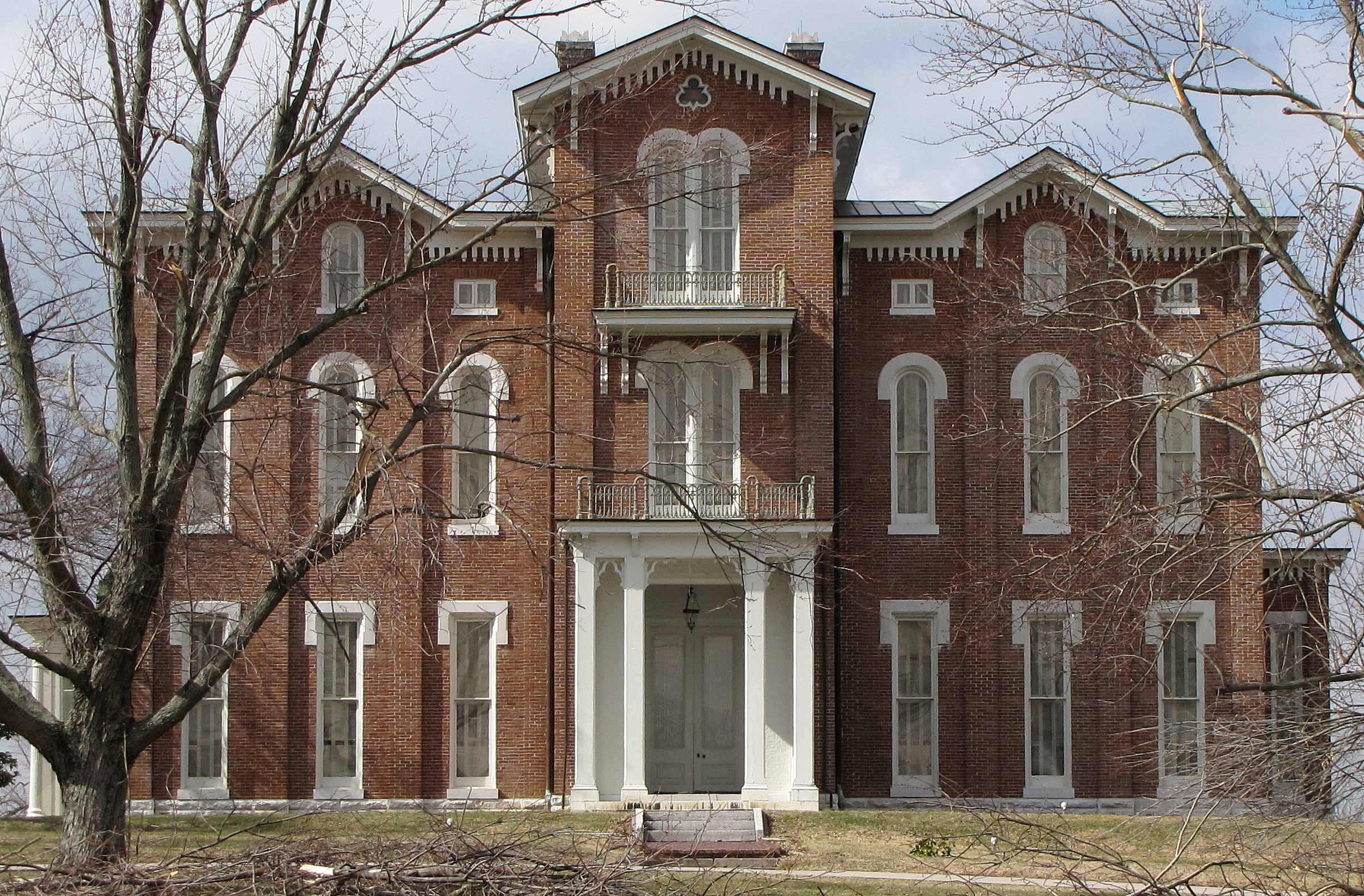
ホワイトホール

彼の実家であるホワイトホールは、ケンタッキー州によって州の歴史的建造物として維持されている。

### モハメド・アリ
ケンタッキー州に住むアフリカ系アメリカ人奴隷の子孫であるハーマン・ヒートン・クレイは、クレイの死の9年後に生まれた息子に、同郷の奴隷解放主義者であるクレイにあやかって、全く同じカシアス・マーセラス・クレイという名前をつけた。このカシアス・クレイは、自分の息子にも同じ名前をつけた。このカシアス・マーセラス・クレイ・ジュニアは、後に世界ヘビー級チャンピオンのプロボクサーとなり、イスラム教に改宗した後にモハメド・アリと改名した。アリはイスラム教に改宗した後、それまでの自分の名前は「奴隷の名前」であり、「自分で選んだわけではないし、望んでもいない」と述べた。アリは自伝の中で、「（自分の名前の由来となった）クレイは奴隷を解放したかもしれないが、彼は白人至上主義にしがみついていた」と書いた。そして、アリは、改名に至った理由を次のように述べた。「なぜ私は、（私につけられた）白人の奴隷主人の名前は常に見えるようにして、黒人の祖先は見えないまま、知らないまま、名誉を与えられないままにしなければならないのだ?」

## 著作
- Clay, Cassius Marcellus (1886). The Life, Memoirs. Writings, and Speeches of Cassius Marcellus Clay showing his Conduct in Overthrow of American Slavery, the Salvation of the Union and the Restoration of the Autonomy of the States. Cincinnati, Ohio: J. Fletcher Brennan & Co. 2021年2月15日閲覧。
- The Writings of Cassius Marcellus Clay (edited with a memoir by Horace Greeley. New York, 1848)